# Aluta quadrata
Aluta quadrata är en myrtenväxtart som beskrevs av Barbara Lynette Rye och Malcolm Eric Trudgen. Aluta quadrata ingår i släktet Aluta och familjen myrtenväxter. Inga underarter finns listade i Catalogue of Life.